# Rechtsmittelgericht
Als Rechtsmittelgericht wird das Gericht bezeichnet, das für die Entscheidung über ein Rechtsmittel zuständig ist. Die Zuständigkeit ist in den einzelnen Fachgerichtsbarkeiten und den einzelnen Rechtsgebieten unterschiedlich. Das Rechtsmittelgericht wird auch als zweite oder dritte Instanz, als Berufungs-, Beschwerde- oder Revisionsgericht bezeichnet. Kein Rechtsmittelgericht ist das Bundesverfassungsgericht.